# محيي الدين اللاذقاني
محيي الدين اللاذقاني (1951) صحفي وكاتب وشاعر سوري. ولد في قرية سرمدا تابعة لمحافظة إدلب . حصل على شهادة الدكتوراه من جامعة الإسكندرية. ثم عمل في الصحافة في الدول العربية والمهجر، وعُرِف بكتابته لعمود يومي بعنوان طواحين الكلام الذي كتبه في أكثر من صحيفة عربية. استقرّ في لندن منذ أوائل الثمانينات. له عدة دواوين الشعريّة ومؤلفات في الأدب.

## سيرته
ولد محيي الدين اللاذقاني سنة 1951م/ 1370 هـ بقرية سرمدا قرب حلب. حصل على تعليمه الأولى في قريته ثم انتقل إلى مدينة حلب فتابع دراسته الثانوية والجامعية، ومن جامعة الإسكندرية حصل على الماجستير والدكتوراه.

دخل الصحافة وتنقل بين أكثر من موقع إعلامي في الدول العربية والمهجر. وعرف بكتابه لعموده اليومي بعنوان طواحين الكلام الذي كتبه بصفة دورية في أكثر من صحيفة عربية. 

أستقر في لندن بصفة دائمة منذ أوائل الثمانينات.

## آرائه
شارك في محاضرة بعنوان اللاحريات في الوطن العربي ألقاها في إطار البرنامج الثقافي للدورة 33 لمعرض القاهرة الدولي للكتاب في 2 فبراير 2001 وأعلن آراءه في موضوعات شتى.

أصبح من المعارضين السوريين بعد الثورة السورية 2011.

## شعره
معظم قصائده ديوان الثاني للشعر السياسي، «ولكن بعد أن اغتنت تجربة الشاعر الإنسانية في منفاه الاختياري». وبعد استقراره في لندن «أقلع عن كتابة الشعر السياسي».

## مؤلفاته
من دواوينه الشعريّة:
- عزف منفرد على الجرح، 1973
- انتحار أيّوب، 1980
- أغنية خارج السرب، 1988
- من كان حزينًا فليتبعني، 1994

وله من كتب:
- الحمام لا يحبُّ الفودكان، مسرحية، 1991
- عكس التيار - مشاغبات ثقافية معاصرة، 1993
- دراسات في الإعلام التربوي
- الصورة والخيال في الشعر العربي المعاصر
- ثلاثية الحلم القرمطي: دراسة في أدب القرامطة، 1993
- آباء الحداثة العربية، 1998
- الأنثى مصباح الكون، أوديسة النساء بين الحرية والحرملك، 2003
- نورس بلا بوصلة، أدب الرحلات، 2012

## وصلات خارجية
- في موقع أرشيف المجلات